# Denise Cocquerillat
Denise Cocquerillat (1918-1999) va ser una arqueòloga i assiriòloga francesa.

## Biografia
Va estudiar a l'Escola del Louvre on es va centraren l'arqueologia sota Georges Contenau i André Parrot. Va escriure la seua tesi sobre armament representat en la iconografia mesopotàmica. També va estudiar llengües antigues, com hebreu, assiri-babiloni i sumeri. Després es va dedicar a la traducció de textos cuneïformes i es va convertir en directora de recerca al Centre Nacional per a la Recerca Científica.
Va estudiar i va publicar les tauletes cuneïformes de Warka (antiga Uruk), i els textos legals del II mil·lenni a.C. de Babilònia. No va poder visitar l'Iraq fins que va ser convidada per l'erudit alemany Heinrich Lenzen en 1960. El seu gran treball i publicació va ser Palmeraies et cultures de l'Eanna d'Uruk, en Augrabungen der Deutschenforschugsgemeinschaft in Uruk-Warka 8.